# Bisbat d'Alessandria
El Bisbat d'Alessandria  - Diocesi di Alessandria (llatí); Dioecesis Alexandrina Statiellorum (llatí) - és una seu de l'Església catòlica, sufragània de l'arquebisbat de Vercelli, que pertany a la regió eclesiàstica Piemont. El 2012 tenia 151.000 batejats d'un total de 162.900 habitants. Actualment està regida pel bisbe Guido Gallese.

## Territori
El territori de la diòcesi es troba íntegrament distribuït sobre la Província d'Alessandria, i comprèn els municipis d'Alessandria, Borgoratto Alessandrino, Carentino, Casal Cermelli, Predosa, Castelspina, Bassignana, Rivarone, Valenza, Alluvioni Cambiò, Isola Sant'Antonio, Castellazzo Bormida, Felizzano, Quargnento, Frugarolo, Oviglio, Pietra Marazzi, Gamalero, Pecetto di Valenza, Montecastello, Bosco Marengo, Pasturana, Piovera, Tassarolo, Frascaro, Solero e Capriata d'Orba.
La diòcesi limita al nord amb el bisbat de Casale Monferrato, a l'oest amb el d'Asti, al sud-oest amb el d'Acqui, al sud, per un breu espai, amb l'arxidiòcesi de Gènova i a l'est amb la diòcesi de Tortona.
La seu episcopal és la ciutat d'Alessandria, on es troba la catedrale de Santi Pietro e Marco.
La diòcesi agrupa 75 parròquies distribuïdes sobre un territori de 753 km² i dividida en 7 zones pastorals:
- Alessandria
- Bormida
- Fraschetta
- Marengo
- Orba
- Valenza Po
- Tanaro

## Història

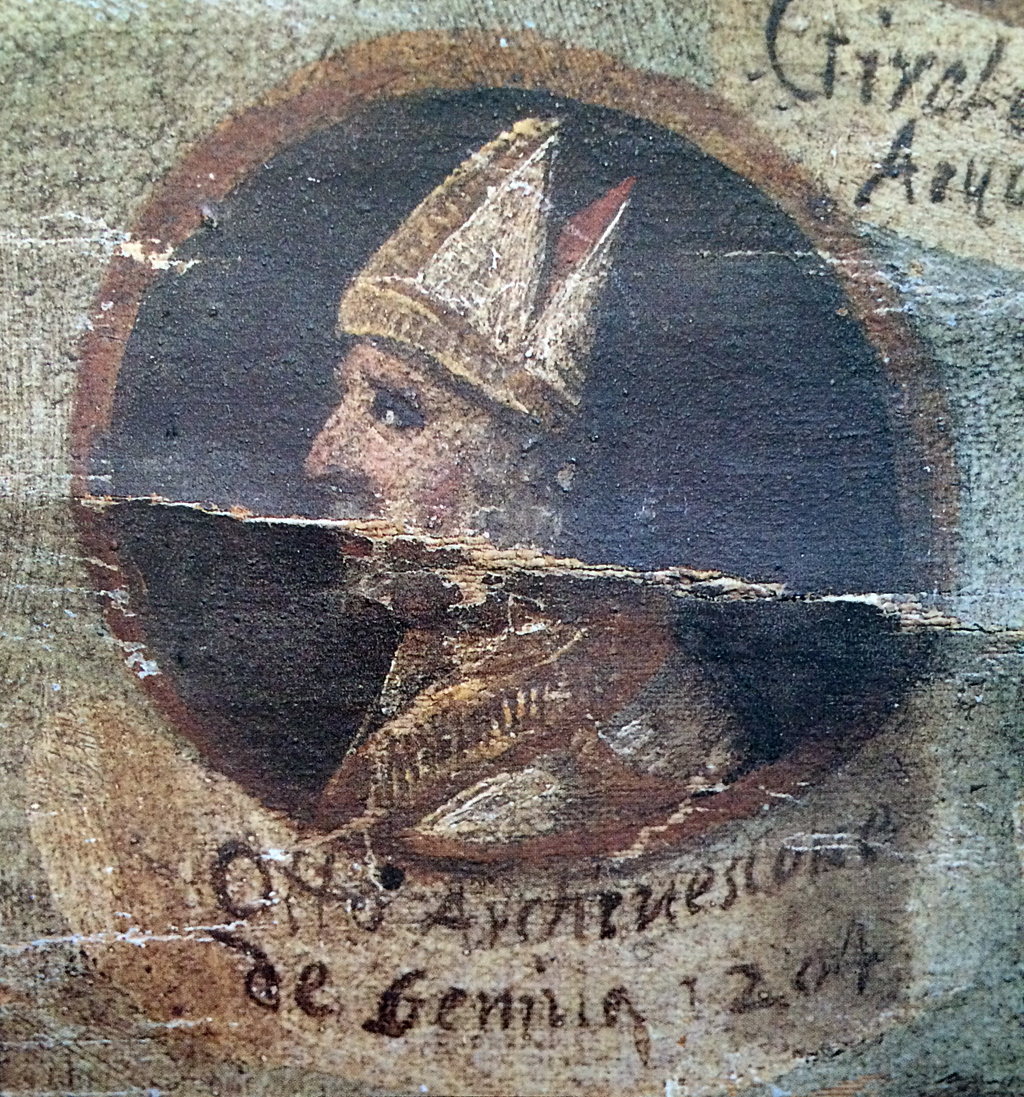
El bisbe Ottone Ghilini

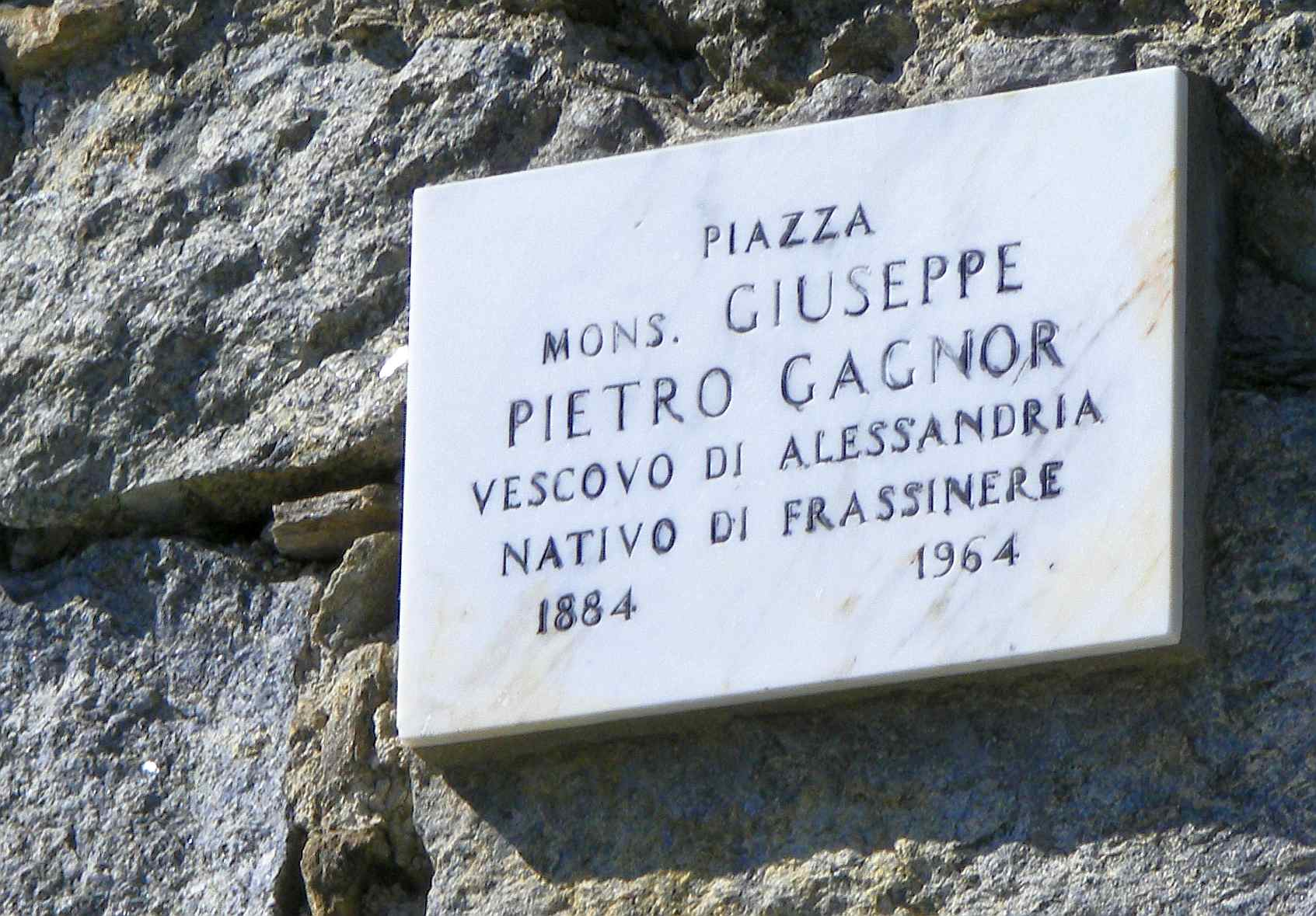
Lapida dedicada al bisbe Giuseppe Pietro Gagnor (Frassinere 1945-1964)

La diòcesi va ser erigida en 1175 a instàncies del Papa Alexandre III, que havia estat dedicat a la ciutat, amb la butlla Sacrosanctae Romanae ecclesiae, amb la qual el Papa honora amb la dignitat episcopal, «l'església i la ciutat que ha estat constituïda en honor de Sant Pere i per la utilitat i glòria de tota la Llombardia.»
Posteriorment, amb el breu De novitate del 30 de gener de 1176 Alexandre III es disculpa per haver triat motu proprio el bisbe i declara que això no hauria d'afectar el dret de nomenament en el futur és pel capítol de la catedral. La nova diòcesi es fa sufragània de l'arxidiòcesi de Milà.
L'extensió de la diòcesi original gairebé igual a la d'avui, a excepció de la frontera oriental amb la diòcesi de Tortona, que no tenia una definició precisa. En breu Congruam officii al bisbe Ottone (18 de juliol de 1178 o 1180), Alexandre III va confirmar la formació del capítol dels canonges de la Catedral de Sant Pere, implementat per Ottone, i va reconèixer a la jove Església d'Alessandria totes les seves possessions.
La vida de la diòcesi, en les seves primeres dècades, estava molt preocupada per la discòrdia amb la jurisdicció amb el bisbat d'Acqui, car la seu d'Alessandria va néixer a partir del seu territori. El Papa Alexandre va encarregar a l'arquebisbe de Milà Algisio que fusionés les dues seus sota el bisbe d'Acqui, però per l'oposició d'Ottone la disposició no va tenir cap efecte. La diòcesi d'Alessandria va romandre vacant durant molt de temps.
Al maig de 1205, el Papa Innocenci III es va fer càrrec de l'assumpte i va decidir aplicar les disposicions d'Alexandre III. La unió aeque principaliter de les dues seus va ser renovada amb la butlla Cum beatus Petrus i el bisbe acquès Ugo Tornielli també va esdevenir bisbe d'Alessandria, amb l'obligació de residir en una ciutat sis mesos i sis mesos en l'altre. Però els desacords entre les dues diòcesis eren tals que, al final, al novembre de 1213, Ugo Tornielli va decidir renunciar.
Segons Cappelletti, per la seva lleialtat a l'emperador, la ciutat d'Alessandria va ser privada de la dignitat episcopal entre 1213 a 1240; restaurant-se la diòcesi en 1240, va ser governada pels bisbes d'Acqui fins a 1405. Segons Savio, en comptes en 1240 el Papa Gregori IX hauria dissolt la unió entre Acqui i Alessandria, però sense nomenar cap bisbe d'Alessandria fins al 1405.
A partir d'aquest moment a Alessandria, tot i que encara unida formalment a Acqui, però ja no tenia els seus bisbes; inicialment va ser governat pel capítol de la catedral i després, des de 1235, per l'ardiaca capitular. El bisbe d'Acqui, la seu del qual es va unir a la d'Alessandria, mai es va preocupar per l'Església d'Alessandria, i, a excepció d'un cas, cap dels bisbes d'Acqui va usar mai el títol de "bisbe d'Alessandria".
Aquest statu quo va durar fins que el Papa Innocenci VII, amb la butlla Sedis Apostolicae del 15 d'abril de 1405, va reorganitzar la diòcesi i nomenat bisbe l'agustinià Bertolino Beccari.
En 1803, durant l'ocupació francesa, la diòcesi va ser novament suprimida i el territori incorporat a la diòcesi de Casale Monferrato juntament amb la també suprimida diòcesi de Bobbio.
Va ser restablerta el 17 de juliol de 1817 amb la butlla Beati Petri del Papa Pius VII i al mateix temps va esdevenir sufragània de la nova arxidiòcesi de Vercelli.

## Episcopologi
- Arduino † (1175 - ?)
- Ottone Ghilini † (vers 1178 - 1185 nomenat bisbe de Bobbio)
  - Sede vacante (1185-1205)
- Ugo Tornielli † (inicis d'agost de 1205 - 12 de novembre de 1213 renuncià)[10]
  - Seu unida a Acqui (1213-1405)
  - Sèrie dels ardiaques d'Alessandria:
    - Bonifacio † (1235 - 1280)
    - Ascherio † (1280 - 1300)
    - Bertolino o Bartolomeo dal Pozzo † (1300 - 1321)
    - Odone Guasco † (1321 - 1347)
    - Antonio Guasco † (1347 - 1351)
    - Francesco dal Pozzo † (1351 - 1375)
    - Franceschino dal Pozzo † (1375 - 1400)
    - Arpino Colli † (1400 - 1405)
- Bertolino Beccari, O.E.S.A. † (15 d'abril de 1405 - 18 de juliol de 1417 mort)
- Michele Mantegazza, O.E.S.A. † (7 d'octubre de 1418 - 1432 mort)[11]
  - Sede vacante (1432-1441)
- Marco Marinone, O.S.A. † (16 de febrer de 1441 - 1 de juny de 1457 nomenat bisbe de Orvieto)
- Marco de Capitaneis (o Marco Cattaneo), O.P. † (31 de maig de 1457 - 1 de març de 1478 mort)
- Giovanni Antonio Sangiorgio † (14 d'abril de 1478 - 6 de setembre de 1499 nomenat bisbe de Parma)
- Alessandro Guasco † (28 de març de 1500 - 9 d'agost de 1517 mort)
- Pallavicino Visconti † (23 de juliol de 1518 - 1534 renuncià)
- Ottaviano Guasco † (11 de maig de 1534 - 27 d'abril de 1564 mort)
- Girolamo Gallarati † (9 de juny de 1564 - 28 d'octubre de 1568 mort)
- Agostino Baglione † (9 de març de 1569 - 21 de gener de 1571 mort)
- Guarnero Trotti † (27 d'agost de 1571 - 15 de gener de 1584 mort)
- Ottavio Paravicini † (5 de març de 1584 - 1596 renuncià)
- Giorgio Odescalchi † (10 de maig de 1596 - 26 de maig de 1610 nomenat bisbe de Vigevano)
- Erasmo Paravicini † (14 de març de 1611 - 30 de setembre de 1640 mort)
- Francesco Visconti † (3 de desembre de 1640 - 13 d'abril de 1643 nomenat bisbe de Cremona)
- Deodato Scaglia, O.P. † (18 d'abril de 1644 - 9 de març de 1659 mort)
- Carlo Stefano Anastasio Ciceri † (22 de setembre de 1659 - 13 de maig de 1680 nomenat bisbe de Como)
- Alberto Mugiasca, O.P. † (7 d'octubre de 1680 - 11 de setembre de 1694 mort)
- Carlo Ottaviano Guasco † (10 de gener de 1695 - 17 de novembre de 1704 nomenat bisbe de Cremona)
- Filippo Maria Resta, C.R.L. † (15 de desembre de 1704 - 31 de març de 1706 mort)
- Francesco Arborio Gattinara, B. † (7 de juny de 1706 - 25 de juny de 1727 nomenat arquebisbe de Torí)
- Carlo Vincenzo Maria Ferreri Thaon, O.P. † (30 de juliol de 1727 - 23 de desembre de 1729 nomenat bisbe de Vercelli)
- Gian Mercurino Antonio Gattinara, B. † (23 de desembre de 1729 - 28 de setembre de 1743 mort)
- Giuseppe Alfonso Miroglio † (16 de març de 1744 - 14 d'abril de 1754 o 1755 mort)
- Giuseppe Tomaso de Rossi † (18 de juliol de 1757 - 20 de maig de 1786 mort)
- Carlo Giuseppe Pistone † (15 de setembre de 1788 - 30 de setembre de 1795 mort)
- Vincenzo Maria Mossi † (27 de juny de 1796 - prima del 29 de maig de 1803 renuncià)
- Jean-Chrysostome de Villaret † (1 de febrer de 1805 - 23 de desembre de 1805 nomenat bisbe de Casale Monferrato)
  - Seu suprimida (1805-1818)
- Alessandro d'Angennes † (16 de març de 1818 - 24 de febrer de 1832 nomenat arquebisbe de Vercelli)
- Dionigi Andrea Pasio † (15 d'abril de 1833 - 26 de novembre de 1854 mort)
  - Sede vacante (1854-1867)
- Giacomo Antonio Colli † (27 de març de 1867 - 1 de novembre de 1872 mort)
- Pietro Giocondo Salvaj † (23 de desembre de 1872 - 1 de març de 1897 mort)
- Giuseppe Capecci, O.S.A. † (19 d'abril de 1897 - 16 de juliol de 1918 mort)[12]
- Giosuè Signori † (23 de desembre de 1918 - 21 de novembre de 1921 nomenat arquebisbe de Gènova)
- Nicolao Milone † (21 de novembre de 1921 - 11 de març de 1945 mort)
- Giuseppe Pietro Gagnor, O.P. † (30 d'octubre de 1945 - 4 de novembre de 1964 mort)
- Giuseppe Almici † (17 de gener de 1965 - 17 de juliol de 1980 jubilat)
- Ferdinando Maggioni † (17 de juliol de 1980 - 22 d'abril de 1989 jubilat)
- Fernando Charrier † (22 d'abril de 1989 - 4 d'abril de 2007 jubilat)
- Giuseppe Versaldi (4 d'abril de 2007 - 21 de setembre de 2011 nomenat president de la Prefectura dels Afers Econòmics de la Santa Seu)
- Guido Gallese, des del 20 d'octubre de 2012

## Demografia
A finals del 2012, la diòcesi tenia 151.000 batejats sobre una població de 162.900 persones, equivalent al 92,7% del total.
| any  | població | població | població | sacerdots | sacerdots       | sacerdots       | sacerdots             | Diaques | religiosos | religiosos | Parròquies |
| ---- | -------- | -------- | -------- | --------- | --------------- | --------------- | --------------------- | ------- | ---------- | ---------- | ---------- |
| any  | batejats | total    | %        | total     | clergat secular | clergat regular | batejats per sacerdot | Diaques | homes      | dones      |            |
| 1959 | 142.500  | 143.000  | 99,7     | 185       | 138             | 47              | 770                   |         | 41         | 123        | 65         |
| 1970 | 150.129  | 150.737  | 99,6     | 168       | 128             | 40              | 893                   |         | 46         | 450        | 70         |
| 1980 | 163.292  | 165.484  | 98,7     | 188       | 130             | 58              | 868                   | 1       | 70         | 400        | 76         |
| 1990 | 145.775  | 146.192  | 99,7     | 148       | 111             | 37              | 984                   | 1       | 44         | 280        | 75         |
| 1999 | 144.000  | 145.000  | 99,3     | 122       | 94              | 28              | 1.180                 | 9       | 36         | 287        | 75         |
| 2000 | 141.109  | 143.501  | 98,3     | 120       | 93              | 27              | 1.175                 | 11      | 36         | 261        | 75         |
| 2001 | 147.880  | 150.990  | 97,9     | 113       | 88              | 25              | 1.308                 | 10      | 32         | 265        | 75         |
| 2002 | 151.486  | 154.768  | 97,9     | 108       | 86              | 22              | 1.402                 | 11      | 27         | 222        | 75         |
| 2003 | 151.486  | 154.768  | 97,9     | 102       | 82              | 20              | 1.485                 | 10      | 22         | 204        | 75         |
| 2004 | 151.410  | 154.812  | 97,8     | 111       | 87              | 24              | 1.364                 | 10      | 30         | 197        | 75         |
| 2006 | 150.100  | 156.200  | 96,1     | 102       | 82              | 20              | 1.471                 | 13      | 26         | 192        | 75         |
| 2012 | 151.000  | 162.900  | 92,7     | 92        | 74              | 18              | 1.641                 | 9       | 22         | 182        | 75         |